# Eudiaptomus chappuisi
Eudiaptomus chappuisi је животињска врста класе Crustacea која припада реду Calanoida.

## Угроженост
Подаци о распрострањености ове врсте су недовољни.

## Распрострањење
Ареал врсте је ограничен на једну државу. 
Мароко је једино познато природно станиште врсте.

## Станиште
Станиште врсте су слатководна подручја.